# Жандарменмаркт

Німецький собор і Концертний зал (праворуч)

Жандармський ринок (нім. Gendarmenmarkt) — площа в центрі Берліна, вважається однією з найкрасивіших площ столиці Німеччини. Центр композиції площі утворює Концертний зал, який з півночі (на панорамному знімку праворуч) обрамлює Французька церква, а з півдня — Німецький собор.

## Історія
Площа з'явилася після 1688 року за проєктом Йоганна Арнольда Нерінга у складі передмістя Берліна Фрідріхштадт, закладеного наприкінці XVII ст. за наказом курфюрста Фрідріха III, майбутнього короля Пруссії Фрідріха I. У цьому історичному кварталі оселилася велика частина французьких гугенотів, яким «Великий курфюрст» Фрідріх Вільгельм Потсдамським едиктом 1685 року гарантував у повному обсязі релігійну свободу та громадянські права.
Король Фрідріх I надав місце для будівництва церкви як лютеранській, так і реформованій французькій громаді. Обидві церкви, щоправда без веж, з'явилися після 1701 року.
Сучасний вигляд площа отримала за Фрідріха II після зведення в 1780-1785 роках двох однакових купольних веж за проєктом Карла фон Гонтарда. За зразок для них Фрідріх Великий узяв римську площу Пьяцца дель Пополо.

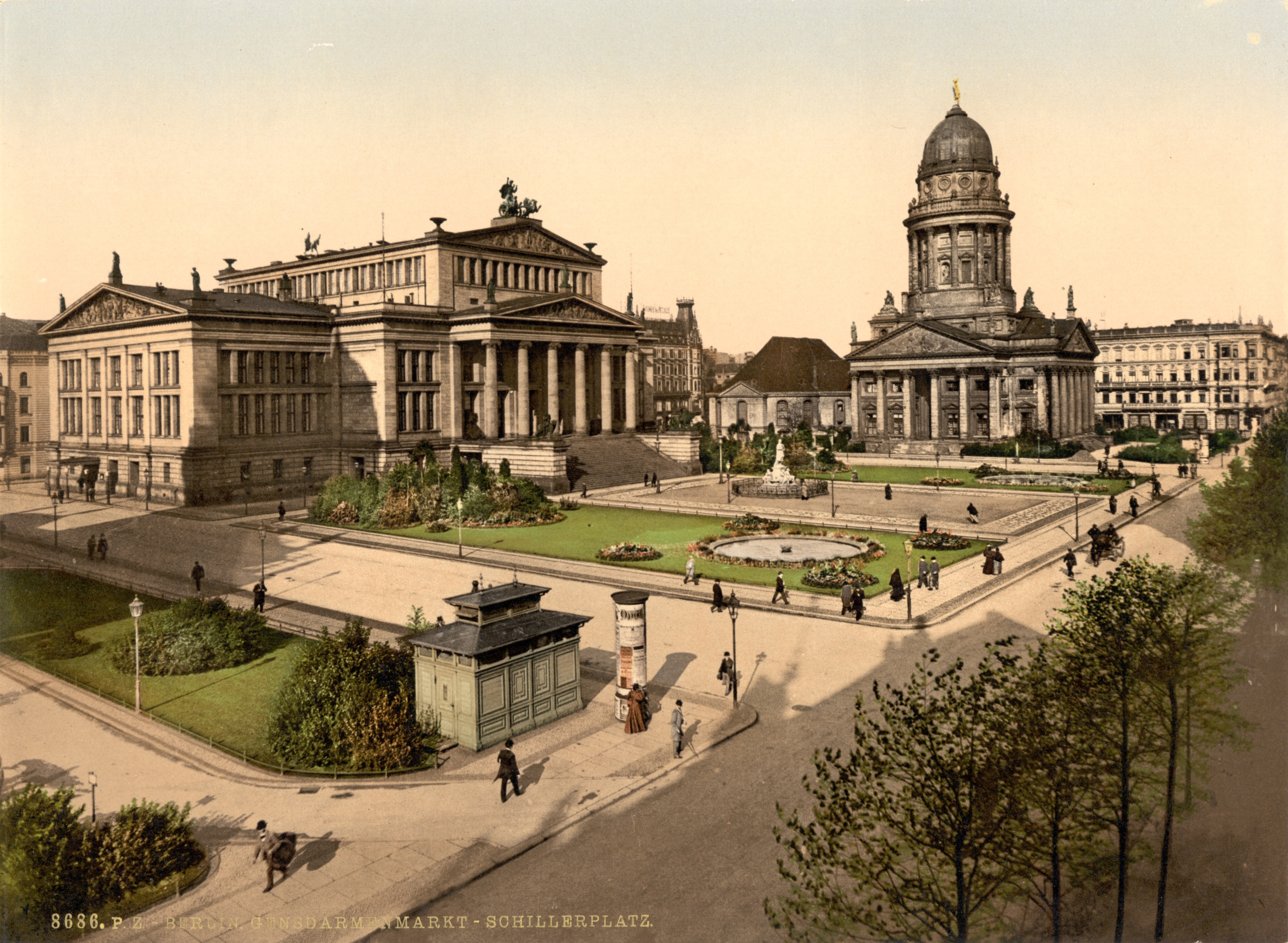
Жандарменмаркт. Королівський драматичний театр і Французький собор. 1900

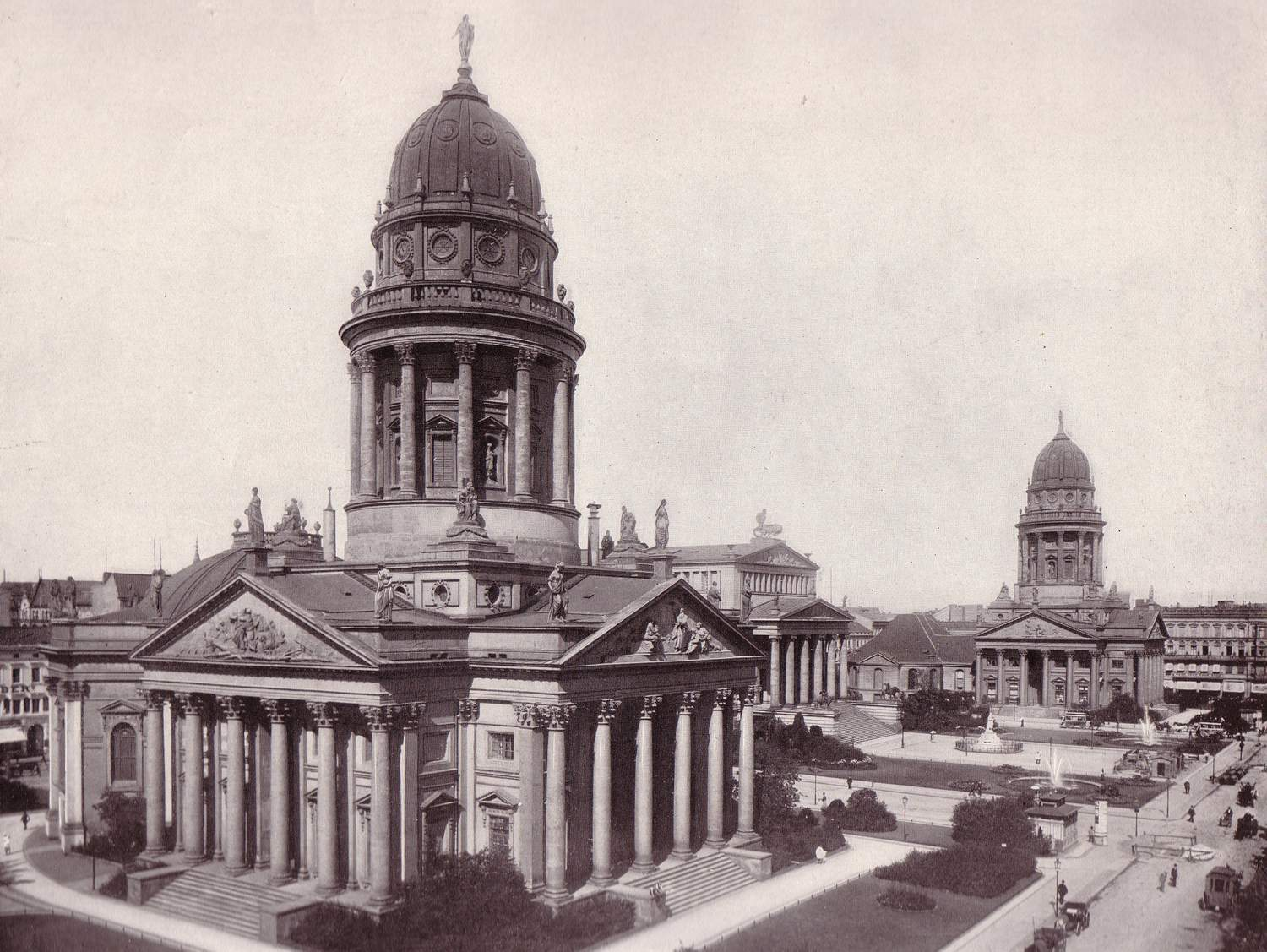
Жандарменмаркт. 1903

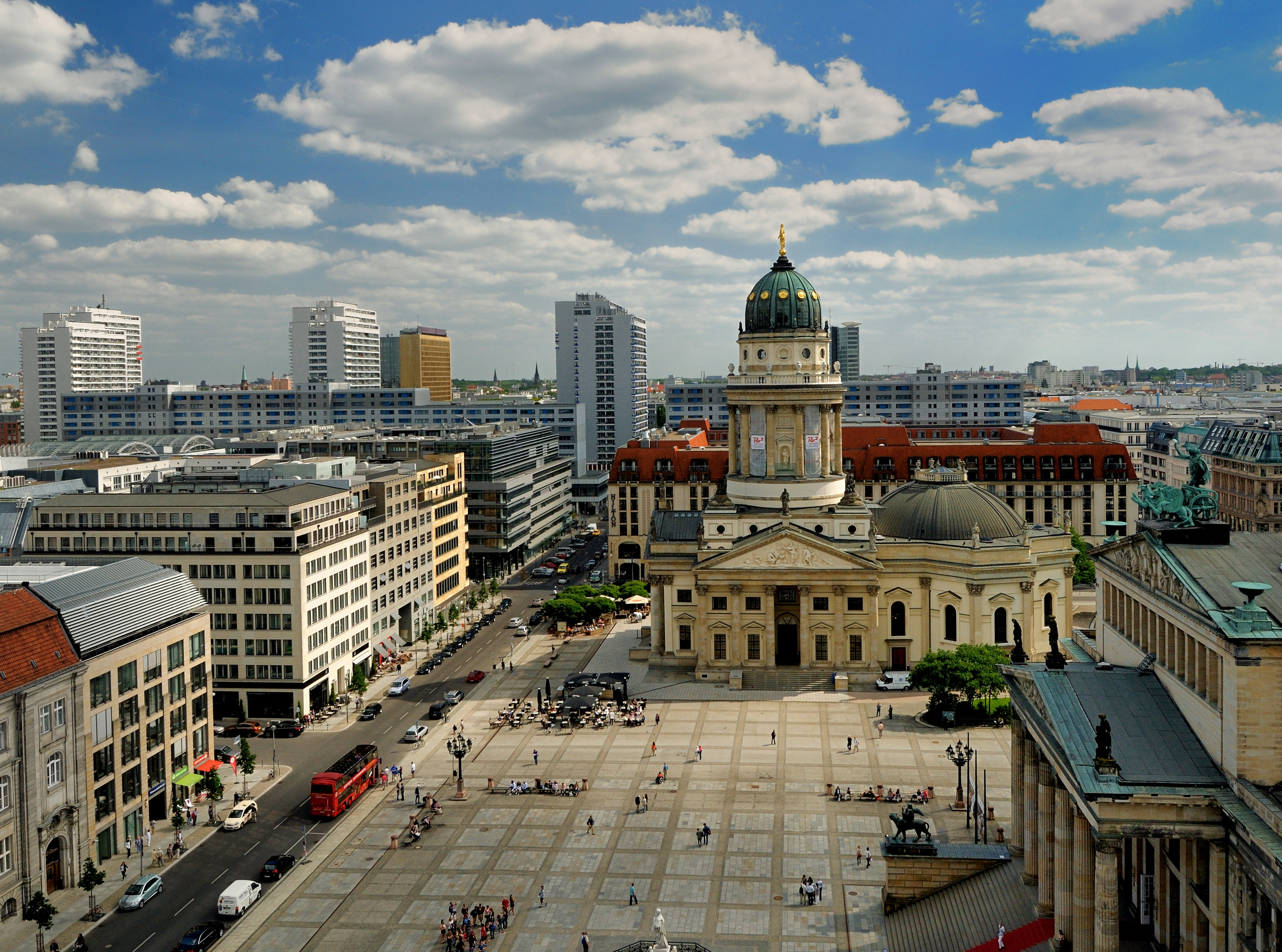
View of the Gendarmenmarkt and Deutscher Dom (German Cathedral) from the Top of Französischer Dom (French Cathedral). 2011

Площа була закладена як ринок і в XVII ст. носила назву «Лінденмаркт» (нім. Linden-Markt — «Липовий ринок»), в XVIII ст. до 1786 року — «Міттельмаркт» (нім. Mittelmarkt — «Середній ринок») або «Фрідріхштадтский ринок», а потім «Новий ринок». Свою нинішню назву площа отримала в 1799 році завдяки кірасирському полку «жандармів» (фр. gens d'armes) — елітної прусської кавалерії. Її стайні з'явилися на цьому місці за наказом «солдатського короля» Фрідріха Вільгельма I в 1736 році.
У 1773 році його син Фрідріх Великий наказав знести стайні й забудувати площу триповерховими будівлями по проєкту Георга Крістіана Унгера. Між двома церквами був побудований скромний французький театр комедії. В 1800-1802 роках на його місці з'явився новий Національний театр на 2000 місць. Це будинок, побудований за проєктом Карла Готтгарда Лангганса, згорів у 1817 році. Проєкт сучасної будівлі королівського драматичного театру, побудованого в 1821 році, а нині Концертного залу, належить Карлу Фрідріху Шинкелю.
Пам'ятник Шиллеру перед будівлею драматичного театру був створений Рейнгольдом Бегасом. Перший камінь у його фундамент було урочисто закладено 10 листопада 1859 року з нагоди 100-річчя поета і драматурга. Сам пам'ятник був відкритий десятьма роками пізніше. З 1871 по 1936 роки ця частина Жандарменмаркт називалася «Шіллерплац» (нім. Schillerplatz).
Площа постраждала під час Другої світової війни, а в 1950 році була перейменована в «Площу академії» на честь 250-річчя Прусської академії наук, наступницею якої в 1946 році в Східній Німеччині стала Німецька академія наук.
2 жовтня 1990 року напередодні возз'єднання Німеччини тут відбулося останнє урочисте засідання уряду НДР під керівництвом Лотара де Мезьєра, і була виконана 9-та симфонія Бетховена.
Історичну назву було повернуто в 1991 році. На Жандарменмаркт знаходиться велика кількість ресторанів, магазинів і готелів.